# Felipe Alves
Felipe Alves (født 18. november 1990) er en brasiliansk fodboldspiller.